# 김재홍 (아나운서)
김재홍(1974년 12월 2일 ~ )은 대한민국의 KBS 아나운서이다.

## 학력
- 성균관대학교 동양철학과 졸업
- 성균관대학교 대학원 인지과학협동과정 수료

## 경력
- 2005년 1월 : KBS 31기 공채 아나운서 입사 (KBS창원방송총국 지역근무)

## 진행

### TV
| 연도      | 방송사 | 프로그램                          | 담당          | 진행 기간                                                  | 비고 |
| --------- | ------ | --------------------------------- | ------------- | ---------------------------------------------------------- | --- |
| 2005      | KBS1   | 아침마당                          | 공동출연      | 2005년 3월 3일                                             | 해피타임 편 출연 - 공채 31기 아나운서 새내기 |
| 2023      | KBS1   | 아침마당                          | 진행취소      | 2023년 5월 1일                                             | 9382회 월요토크쇼 명불허전 《연예계 별별 ★ 홍보대사》(새 남자MC 진행취소) |
| 2023      | KBS1   | 아침마당                          | 임시진행취소  | 12월 4일 ~ 12월 7일 12월 11일 ~ 12월 14일                  | 9535회 월요토크쇼 명불허전 《딸 부자 vs 아들 부자》 편 ~ 9538회 목요특강 4인4쌤(《몸이 아파요》 9540회 월요토크쇼 명불허전 《대를 잇는 위대한 유산》 편 ~ 9543회 목요특강 4인4쌤(《중독이 뭐길래》 |
| 2024      | KBS1   | 아침마당                          | 임시진행취소  | 1월 30일 ~ 2월 1일                                         | 9576회 화요초대석<끝없이 배움의 길을 가는 아름다운 배우 김혜정 탤런트 / 친족 성폭력 생존자에서 아픔을 치유하는 상담사로! 김영서 심리상담사> ~ 9578회 목요특강 4인4쌤《나이아 가라》                |
| 2024      | KBS1   | 아침마당                          | 임시진행취소  | 9월 9일 ~ 9월 13일                                         | 9576회 별이 된 트로트 전설, 故 현철 ~ 9738회 꽃피는 인생수업《몸의 혁명, 해독》 |
| 2025      | KBS1   | 아침마당                          | 임시진행취소  | 2025년 1월 8일~2025년 1월 9일 2025년 1월 13일 ~ 14일, 16일 | |
| 2007~2009 | KBS1   | 그 사람이 보고싶다                | 진행          | 2007년 11월 6일 ~ 2009년 4월 17일                          | 실종 사람 찾는 프로그램 |
| 2008      | KBS1   | 생로병사의 비밀                   | 내레이션      | 2008년 4월 6일 ~ 2008년 11월 16일                          | |
| 2009~2013 | KBS2   | 지구촌 뉴스                       | 진행          | 2009년 4월 20일 ~ 2013년 4월 5일                           | |
| 2011~2013 | KBS2   | KBS 뉴스타임 일요일               | 앵커          | 2011년 11월 13일 ~ 2013년 4월 7일                          | 일요일 |
| 2013      | KBS1   | KBS 오늘의 경제                   | 앵커          | 2013년 4월 8일 ~ 2013년 10월 18일                          | |
| 2013~2014 | KBS2   | KBS 3시 뉴스타임                  | 앵커          | 2013년 10월 21일 ~ 2014년 12월 31일                        | 첫진행 앵커 |
| 2015~2016 | KBS2   | KBS 3시 뉴스타임                  | 앵커          | 2015년 4월 6일 ~ 2016년 7월 22일                           | 재진행 앵커 |
| 2013      | KBS2   | KBS 아침뉴스타임                  | 임시앵커      | 2013년 12월 16일 ~ 2013년 12월 20일                        | [ 8 ] |
| 2014      | KBS2   | KBS 아침뉴스타임                  | 임시앵커      | 2014년 9월 8일 ~ 2014년 9월 12일                           | [ 8 ] |
| 2015      | KBS2   | KBS 아침뉴스타임                  | 임시앵커      | 2015년 7월 6일 ~ 2015년 9월 10일                           | [ 8 ] |
| 2017      | KBS2   | KBS 아침뉴스타임                  | 임시앵커      | 2017년 8월 31일 ~ 2017년 9월 1일                           | [ 9 ] |
| 2025      | KBS2   | KBS 아침뉴스타임                  | 임시앵커      | 2025년 7월 10일 ~ 2025년 7월 11일                          | |
| 2014~2015 | KBS1   | 러브 인 아시아                    | 진행          | 2014년 4월 8일 ~ 2015년 2월 22일                           | 410회《참외밭에서 키운 행복, 무트 사베스의 사랑이야기》 ~ 453회《캔디 아줌마 아슬쿨의 행복》 |
| 2014      | KBS1   | 미디어 인사이드                   | 내레이션      |                                                            | 녹취 기록 내레이션 |
| 2009      | KBS1   | KBS 뉴스 5                        | 임시앵커      | 2009년 3월 12일 ~ 2009년 3월 13일                          | [ 10 ] |
| 2014      | KBS1   | KBS 뉴스 5                        | 임시앵커      | 2014년 3월 10일                                            | [ 11 ] |
| 2015      | KBS1   | KBS 뉴스 5                        | 임시앵커      | 2015년 2월 26일 ~ 2015년 2월 27일                          | [ 11 ] |
| 2016      | KBS1   | KBS 뉴스 5                        | 임시앵커      | 2016년 2월 26일                                            | [ 11 ] |
| 2015~2016 | KBS1   | KBS 5시 뉴스                      | 앵커          | 2015년 10월 3일 ~ 2016년 9월 24일                          | 첫진행 앵커 |
| 2018      | KBS1   | KBS 5시 뉴스                      | 앵커          | 2018년 4월 28일 ~ 2018년 9월 8일                           | 재진행 앵커 |
| 2015~2016 | KBS1   | KBS 뉴스광장 토요일               | 앵커          | 2015년 10월 3일 ~ 2016년 9월 24일                          | 첫진행 앵커 |
| 2018~2019 | KBS1   | KBS 뉴스광장 토요일               | 앵커          | 2018년 5월 5일 ~ 2019년 11월 23일                          | 재진행 앵커 |
| 2014      | KBS1   | KBS 뉴스광장 토요일               | 임시앵커      | 2014년 12월 20일 ~ 2014년 12월 27일                        | [ 12 ] |
| 2018      | KBS1   | KBS 뉴스광장 토요일               | 임시앵커      | 2018년 2월 10일 ~ 2018년 2월 24일                          | [ 13 ] |
| 2020      | KBS1   | KBS 뉴스광장 토요일               | 임시앵커      | 2020년 8월 1일                                             | [ 14 ] |
| 2023      | KBS1   | KBS 뉴스광장 토요일               | 임시앵커      | 2023년 1월 14일                                            | [ 15 ] |
| 2016~2017 | KBS2   | KBS 6시 뉴스타임                  | 앵커          | 2016년 7월 25일 ~ 2017년 3월 30일                          | |
| 2017      | KBS1   | KBS 뉴스 12                       | 임시앵커      | 2017년 2월 13일 ~ 2017년 2월 14일                          | [ 16 ] |
| 2017      | KBS1   | KBS 뉴스 12                       | 임시앵커      | 2017년 7월 24일 ~ 2017년 7월 25일                          | [ 16 ] |
| 2022~     | KBS1   | TV비평 시청자데스크               | 진행          | 2022년 1월 2일 ~ 진행중                                    | 967회(신년특집) ~ |
| 2023      | KBS1   | 동행                              | 임시 내레이션 | 2023년 3월 11일                                            | 399회 수연이는 언니의 수호천사(방송그후 내레이션) |
| 2023      | KBS1   | KBS 뉴스특보                      | 특별앵커      | 2023년 7월 15일 (오전 11시 방송분)                         | |
| 2023      | KBS1   | KBS 뉴스특보                      | 특별앵커      | 2023년 7월 15일 (낮 12시 방송분)                           | |
| 2024~2025 | KBS1   | 남북의 창                         | 진행          | 2024년 5월 11일 ~ 2025년 6월 28일                          | |
| 2024      | KBS1   | KBS 뉴스 2                        | 임시진행      | 2024년 6월 3일                                             | [ 21 ] |
| 2024      | KBS1   | KBS 뉴스 (오후 5시, 저녁 7시)     | 임시진행      | 2024년 6월 9일                                             | 일요일 |
| 2024      | KBS1   | KBS 뉴스 (오전 9시 30분, 낮 12시) | 임시진행      | 2024년 8월 24일                                            | 토요일 |
| 2025      | KBS1   | 사랑의 가족                       | 임시진행      | 3월 1일                                                    | <3057회> 삼일절 특집 |
| 2025      | KBS1   | KBS 뉴스 (오전 9시 30분, 낮 12시) | 임시진행      | 2025년 4월 19일, 5월 31일                                  | 토요일 |
| 2025      | KBS1   | KBS 뉴스 (오후 5시, 저녁 7시)     | 임시진행      | 2025년 5월 25일                                            | 일요일 |
| 2025      | KBS1   | 6시 내고향                        | 진행취소      | 2025년 4월 1일                                             | 8251회 새 남자MC 진행취소 |
| 2025      | KBS1   | 시니어토크쇼 황금연못             | 임시진행취소  | 2025년 4월 12일                                            | 516회 [인생톡 공감톡] 남의 속도 모르고 外 임시진행취소 |
| 2025      | KBS2   | 경제콘서트                        | 임시진행      | 2025년 7월 10일                                            | 목요일 |

### 라디오
| 연도 | 방송사         | 프로그램          | 진행 기간                          | 비고 |
| ---- | -------------- | ----------------- | ---------------------------------- | ---- |
| 2009 | KBS 제3라디오  | 우리는 한가족     | 2009년 10월 26일 ~ 2011년 11월 5일 |      |
| 2016 | KBS 제1라디오  | 월드 투데이       | 2016년 5월 9일 ~ 2019년 9월 13일   |      |
| 2019 | KBS 제1라디오  | 오늘 아침 1라디오 | 2019년 9월 16일 ~ 2022년 4월 29일  |      |
| 2022 | KBS 한민족방송 | 오늘과 내일       | 2022년 5월 9일 ~ 2024년 3월 15일   |      |

## 출연

### 드라마
| 연도 | 방송사 | 프로그램 | 배역 | 비고 |
| ---- | ------ | -------- | ---- | ---- |
| 2019 | KBS2   | 저스티스 |      |      |

1. ↑  9382회 방송분은 1980년대 출생 남자아나운서의 최초 남자MC의 후속  진행자 1글자 이름 차이로 틀려 각종 프로그램의 내레이션을 하지 않고 있는 현재의 김재원(21기) 아나운서가 재진행중을 유지하게 되었다.
2. ↑  현재 재진행중인 각종 프로그램의 내레이션을 하지 않고 있는 김재원(21기) 아나운서가 남자 재진행 MC의 대신 빈자리를 채워 대신 임시 진행자가 아닌 김승휘 아나운서로 변경했다, 단 9539회 · 9544회 2주간 금요일 방송분은 남자mc가 임시로 대신 진행하지 않은것 외에도 엄지인 아나운서가 대신 진행한것은 제외 및 김수찬 금요일 코너만 진행했음)
3. ↑  9537회 도전!꿈의무대 6주년 특집 별들의 전쟁 왕중왕전 2부 방송분은 상단 특집명 미표기
4. ↑  9542회 도전!꿈의무대 6주년 특집 별들의 전쟁 왕중왕전 2부 방송분은 상단 특집명 미표기
5. ↑  9576회 방송분은 각종 프로그램의 내레이션을 하지 않고 있는  김재원(21기) 아나운서 재진행의 빈자리로 인하여 임시 2회 연속진행자가 아닌 김승휘 아나운서로 2회 연속 변경했으며, 9579회 2주 및 한시적 1회 금요일 방송분은 남자mc가 임시로 대신 진행하지 않은것 외에도 엄지인 아나운서가 대신 진행한것은 제외 및 김수찬 금요일 코너만 진행했음)
6. ↑  9735회 방송분은 각종 프로그램의 내레이션을 하지 않고 있는  김재원(21기) 아나운서 재진행의 빈자리로 인하여 임시 3회 연속진행자가 아닌 김승휘 아나운서로 2회 연속 변경했으며, 9579회 2주 및 한시적 1회 금요일 방송분은 남자mc가 임시로 대신 진행하지 않은것 외에도 엄지인 아나운서가 대신 진행할 예정 제외 및 김수찬 금요일 코너만 진행했음)
7. ↑  김재원(21기) 아나운서 재진행의 빈자리로 인하여 임시 4회 연속진행자가 아닌 이영호 아나운서로 변경했으며,  한시적 2회 금요일 방송분은 남자mc가 임시로 대신 진행하지 않은것 외에도 엄지인 아나운서가 대신 진행할 예정 제외 및 김수찬 금요일 코너만 진행했음)
8. ↑  최동석 前 아나운서(당시 前 아나운서실 아나운서1부 팀장)의 휴가 또는 출장으로 인한 임시 진행
9. ↑  이영현 기자의 KBS 기자협회 파업으로 인한 임시 진행
10. ↑  이규봉 아나운서의 휴가 또는 출장으로 인한 임시 진행
11. ↑  박노원 아나운서의 휴가 또는 출장으로 인한 임시 진행
12. ↑  이규봉 아나운서의 휴가 또는 출장으로 인한 임시 진행
13. ↑  2018 평창동계올림픽 기간으로 인한 임시 진행
14. ↑  위재천 기자의 휴가 또는 출장으로 인한 임시 진행
15. ↑  한상권 아나운서의 휴가 또는 출장으로 인한 임시 진행
16. ↑  이재홍 아나운서실 스포츠팀장의 휴가 또는 출장으로 인한 임시 진행
17. ↑  2399회 방송분은 김기만 아나운서실 차장의 대신 방송그후를 내레이션으로 햇으나, 추후 방송그후에 편성하지 못했다.
18. ↑  뉴스제작3부 홈페이지에서는 '뉴스'붙히지 않고 제작3부로 표기함
19. ↑  밤샘 폭우에 인명 피해 경북 10명 실종  [7월 15일 오전 11시 이후 방송분]
20. ↑  예천 9명 실종·영주 2명 매몰 이 시각 호우 상황[ 7월 15일 낮 12시 방송분]
21. ↑  백정원 아나운서실 라디오팀장의 휴가 또는 출장으로 인한 임시 진행
22. ↑  3057회(삼일절 특집) 방송분은 공채 31기로 입사한지 20여년째로 임시 진행시 이름 부르지 못함
23. ↑  2025년 봄철 1TV 프로그램 개편 및 봄철 편성조정 시행의 최장기간의 8251회 새 남자mc 후속 진행자로 예정되어 있었으나 윤인구(24기) 아나운서가 이후 최장기간 6년 11여개월만에 물러나고 1970년대 2번째로 후속 진행자가 아닌 새 남자MC가 아닌 강승화 아나운서로 변경했다.
24. ↑  516회 방송분은 김승휘 아나운서의 휴가로 인하여 임시 진행자가 아닌 남현종 아나운서로 변경했다.